# Алобэнь
Алобэнь (кит. 阿羅本, пиньинь: Āluóběn, среднекитайский язык: AlapuənX, также «Aleben», «Aluoben», «Olopen», «Olopan» или «Olopuen») — легендарный миссионер, первый принесший несторианство в Китай. Он был миссионером из Церкви Востока (также известной как Несторианская церковь) и, вероятно, сиро-говорящим из Персидской империи или Сирии в Византийской империи.
Некоторые учёные, например, Юль (Henry Yule) и Хавре (Henri Havret), считали, что "Алобэнь" может не быть именем собственным, а являть собой фонетическую транскрипцию сирийского слова "раббан" (от "рабби" – учитель). Вопрос о том, как звучало имя Алобэнь на родном языке епископа, пока остается нерешенным.

Согласно надписи на Несторианской стеле, Алобэнь прибыл из Персии в Китай в 635 году и был удостоен аудиенции у императора Тай-цзуна. Тот повелел Алобэню перевести христианские тексты на китайский для своей библиотеки. Результатом литературной деятельности Алобэня считается Канон Иисуса Мессии и другие несторианские тексты на китайском языке.

## Текст
- 敬禮常明皇樂經, jing li chang ming huang le jing;
- 宣元至本經, xuan yuan zhi ben jing;
- 志玄安樂經, zhi xuan an le jing;
- 天寶藏經, tian bao zang jing;
- 多惠聖王經, duo hui sheng wang jing;
- 阿思瞿利容經, a si qu li rong jing;
- 渾元經, hun yuan jing;
- 通真經, tong zhen jing;
- 寶明經, bao ming jing;
- 傳化經, huan hua jing;
- 述略經, shu lüe jing;
- 三際經, san ji jing;
- 寧思經, ning si jing;
- 宣義經, xuan yi jing;
- 師利海經, shi li hai jing;
- 寶路法王經, bao lu fa wang jing;
- 三威讚經, san wei zan jing;
- 牟世法王經, mou shi fa wang jing;
- 伊利耶法王經, yi li ye fa wang jing